# Тихі вири
«Тихі вири» (рос. «Тихте омуты») — російський художній фільм 2000 року, знятий режисером Ельдаром Рязановим.
Фільм присвячений пам'яті Еміля Брагінського.

## Сюжет
Талановитий хірург, академік, керівник великої клініки Антон Михайлович Каштанов вирішив втекти від своєї владної і стервозної дружини Поліни в село Тихі Вири. Там героя чекає друг дитинства, начальник місцевого заповідника. Пасторальну ідилію порушує одна обставина: одночасно з від'їздом Каштанова з міста з його іменного Благодійного фонду зникають 2 млн доларів. За розслідування незалежно один від одного беруться дві рішучих дами: міліцейський слідчий і пробивна тележурналістка.

## У ролях
- Олександр Абдулов
- Оксана Коростишівська
- Любов Поліщук
- Ольга Погодіна

## Нагороди та премії
Гран-прі «Золота лоза» кінофестивалю «Кіношок».

## Факти
- Перед від'їздом Каштанов слухає ноктюрн Шопена.
- У сценарії, на відміну від фільму, присутнє автопосилання: Каштанов познайомився зі своєю першою дружиною так само, як Лукашин з Надією у фільмі «Іронія долі, або З легкою парою!».
- Тільки в цих двох фільмах Рязанов використовував музику Мікаела Тарівердієва.
- У цьому фільмі в ролі камео знявся відомий журналіст і телеведучий Леонід Парфьонов.